# Năsturelu (gmina)
Năsturelu – gmina w Rumunii, w okręgu Teleorman. Obejmuje miejscowości Năsturelu i Zimnicele. W 2011 roku liczyła 1843 mieszkańców. 